# 面掛行列

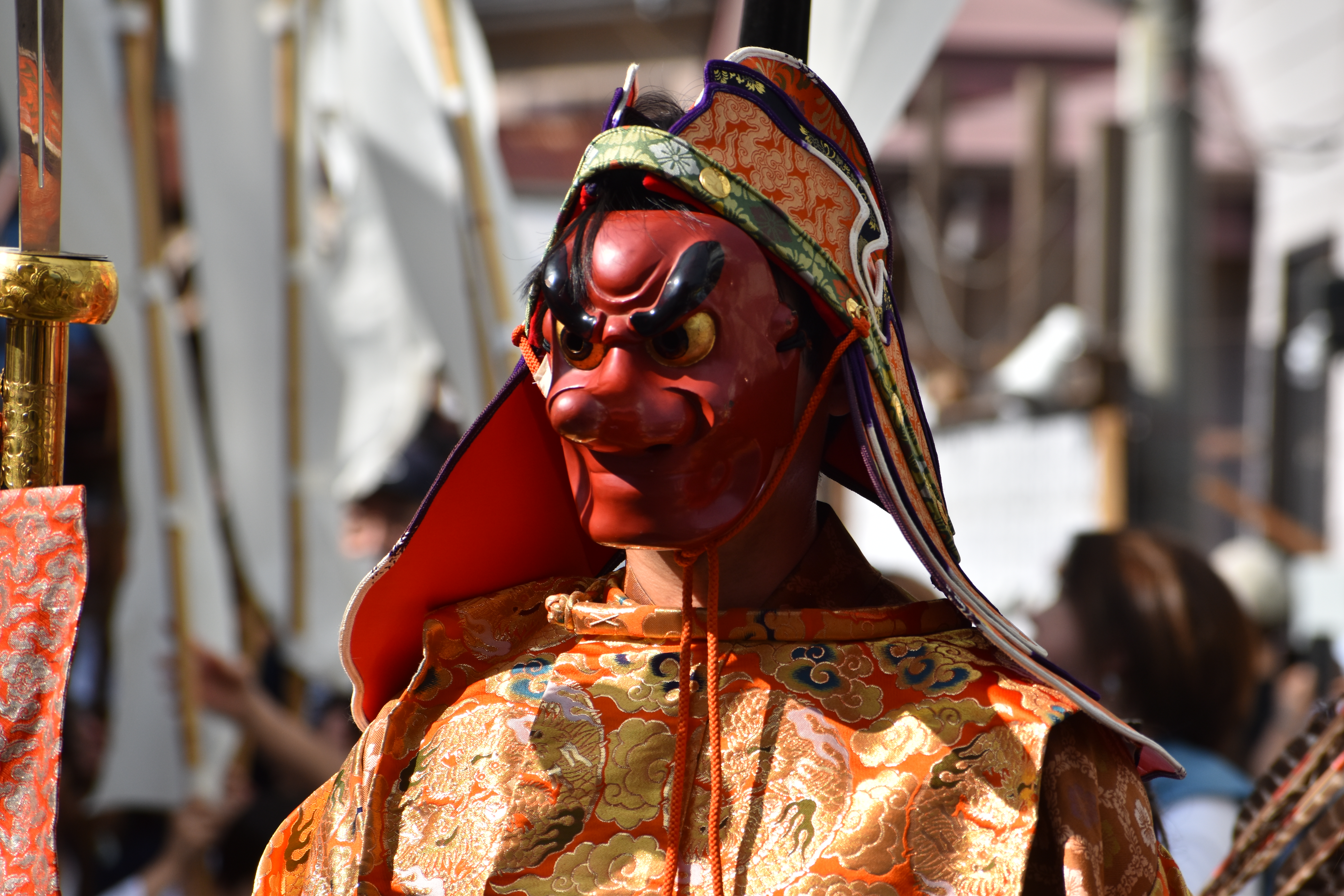
天狗（諸神の先導役のサルタヒコと同一視された）

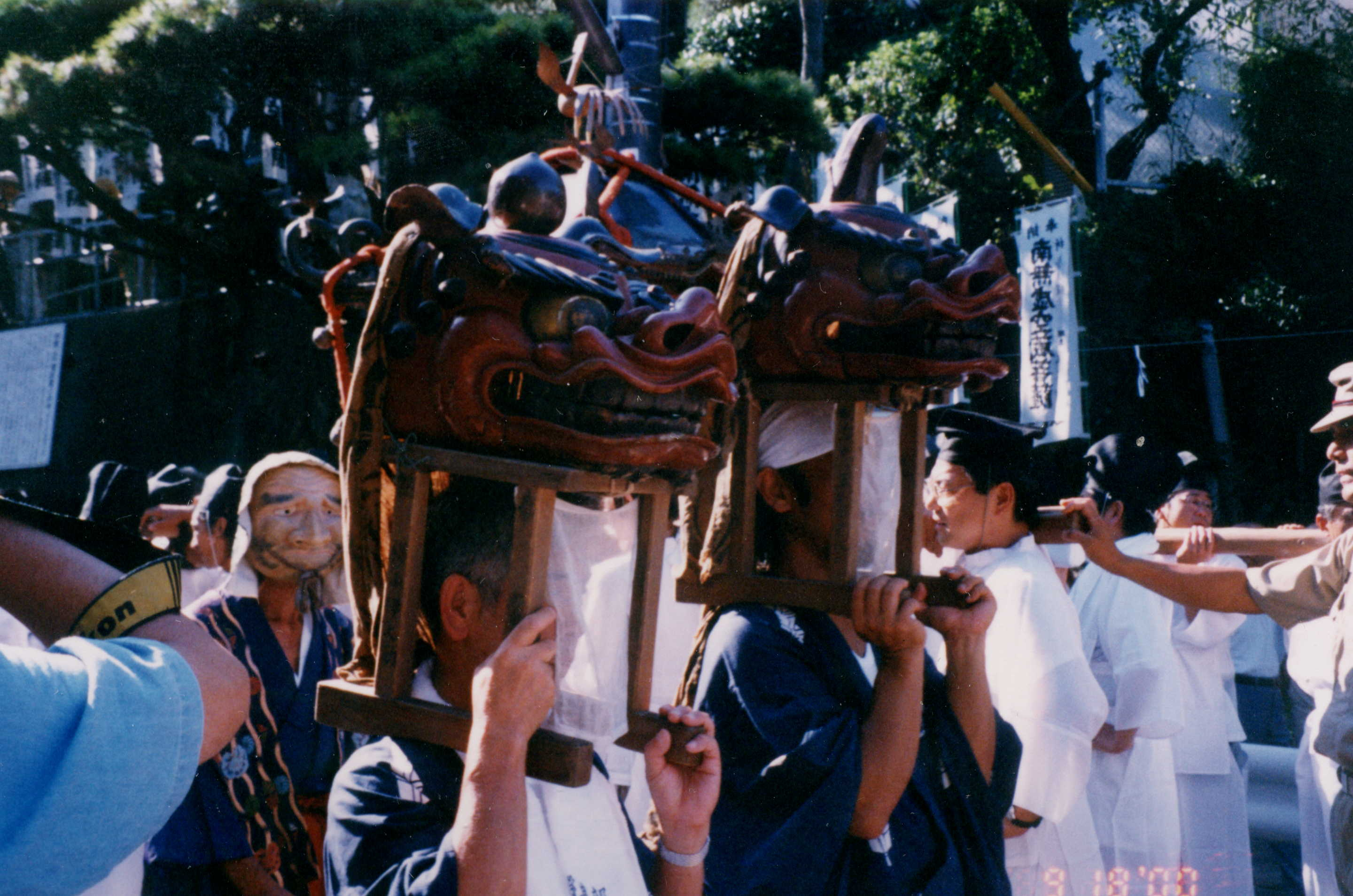
獅子（獅子舞の原型ともされる）

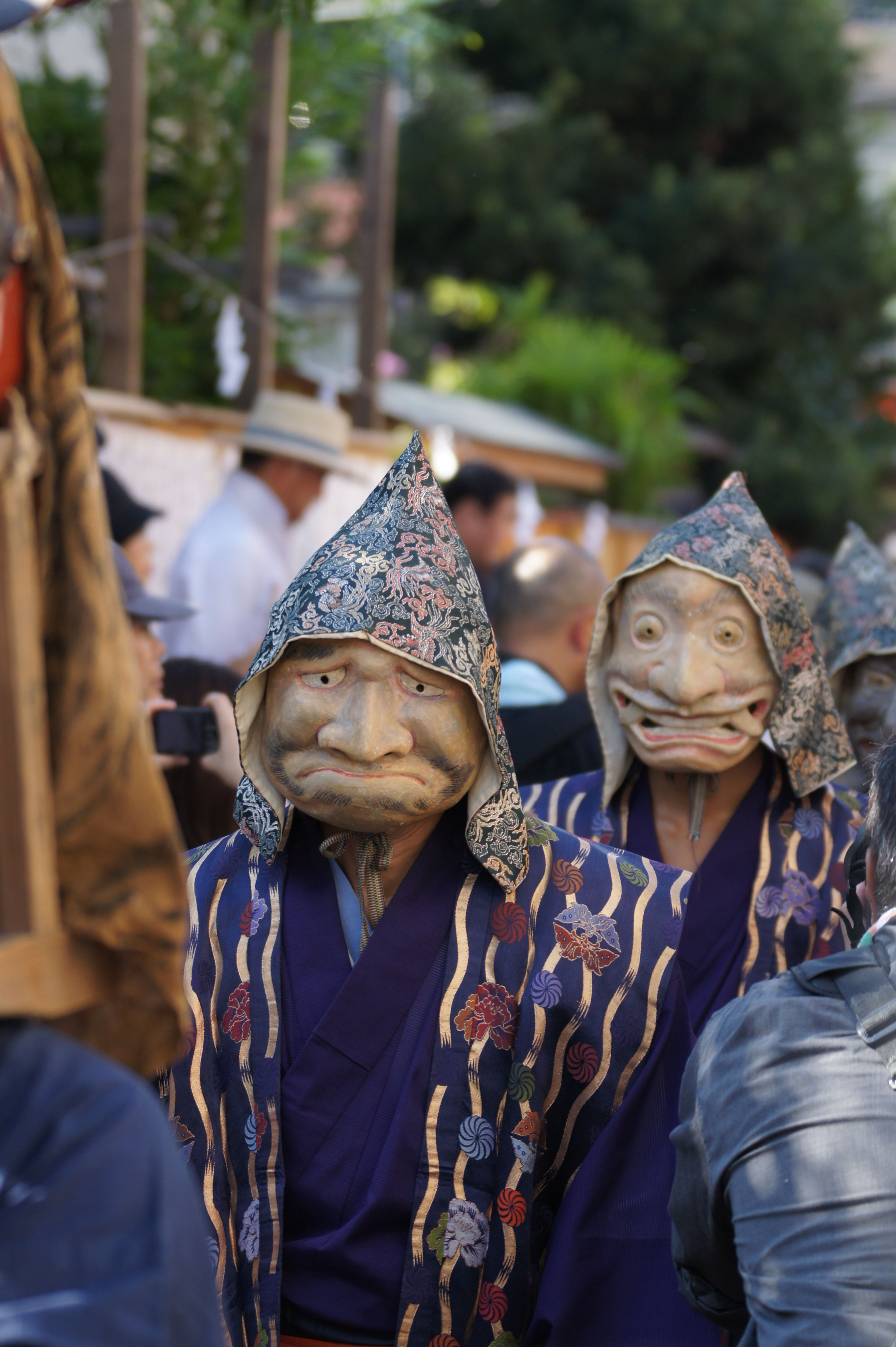
爺・鬼

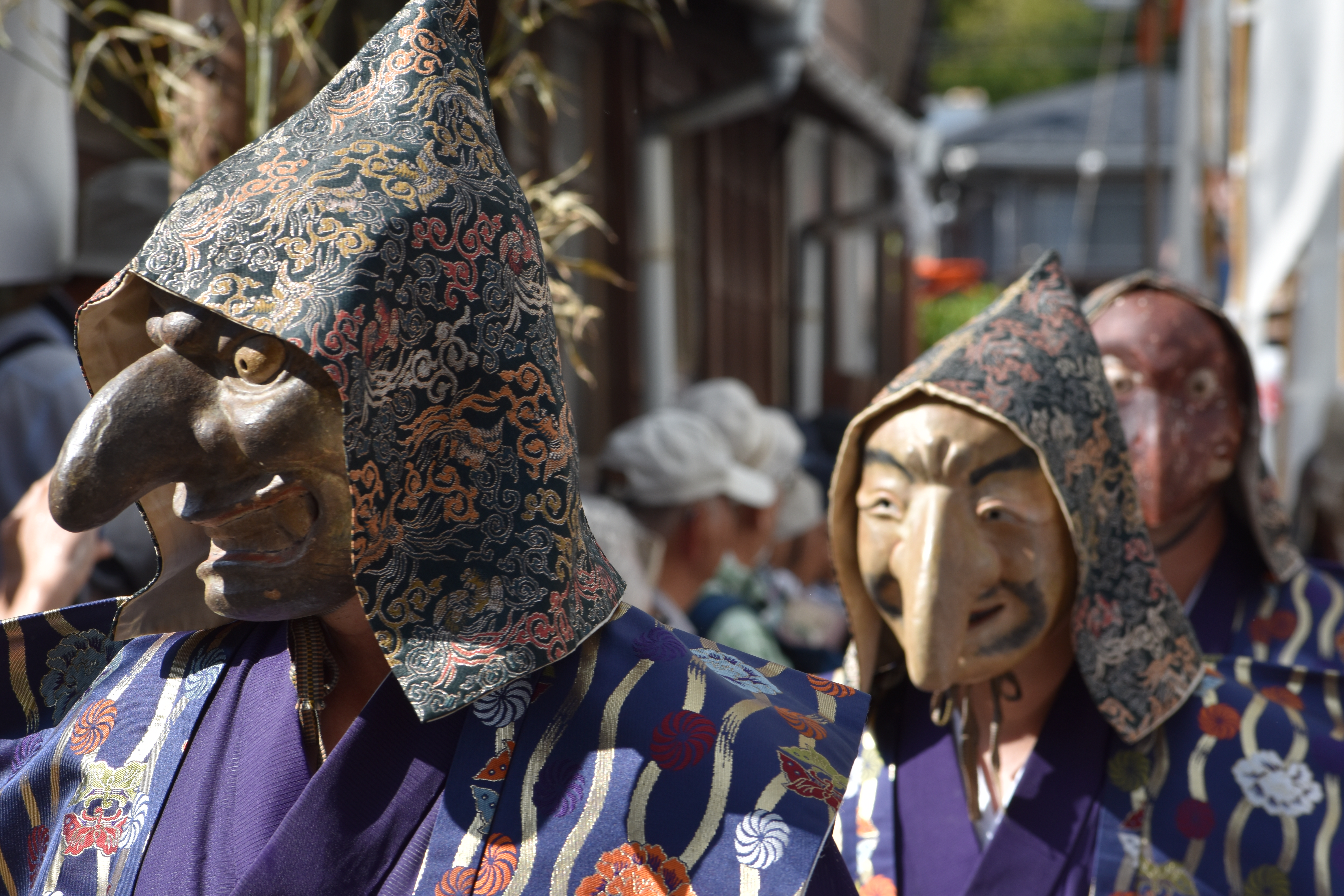
異形・鼻長・烏天狗

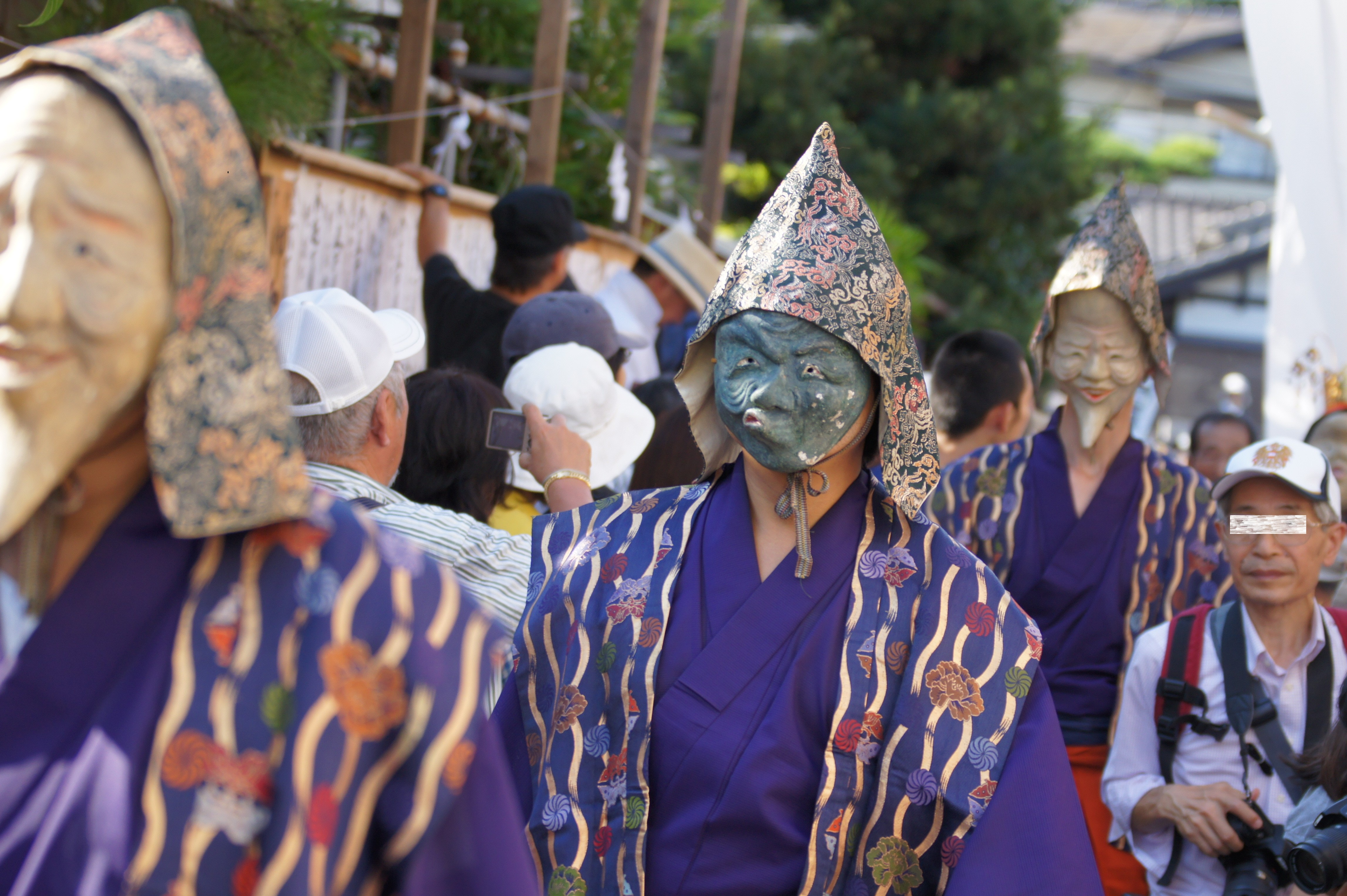
翁・火吹き男

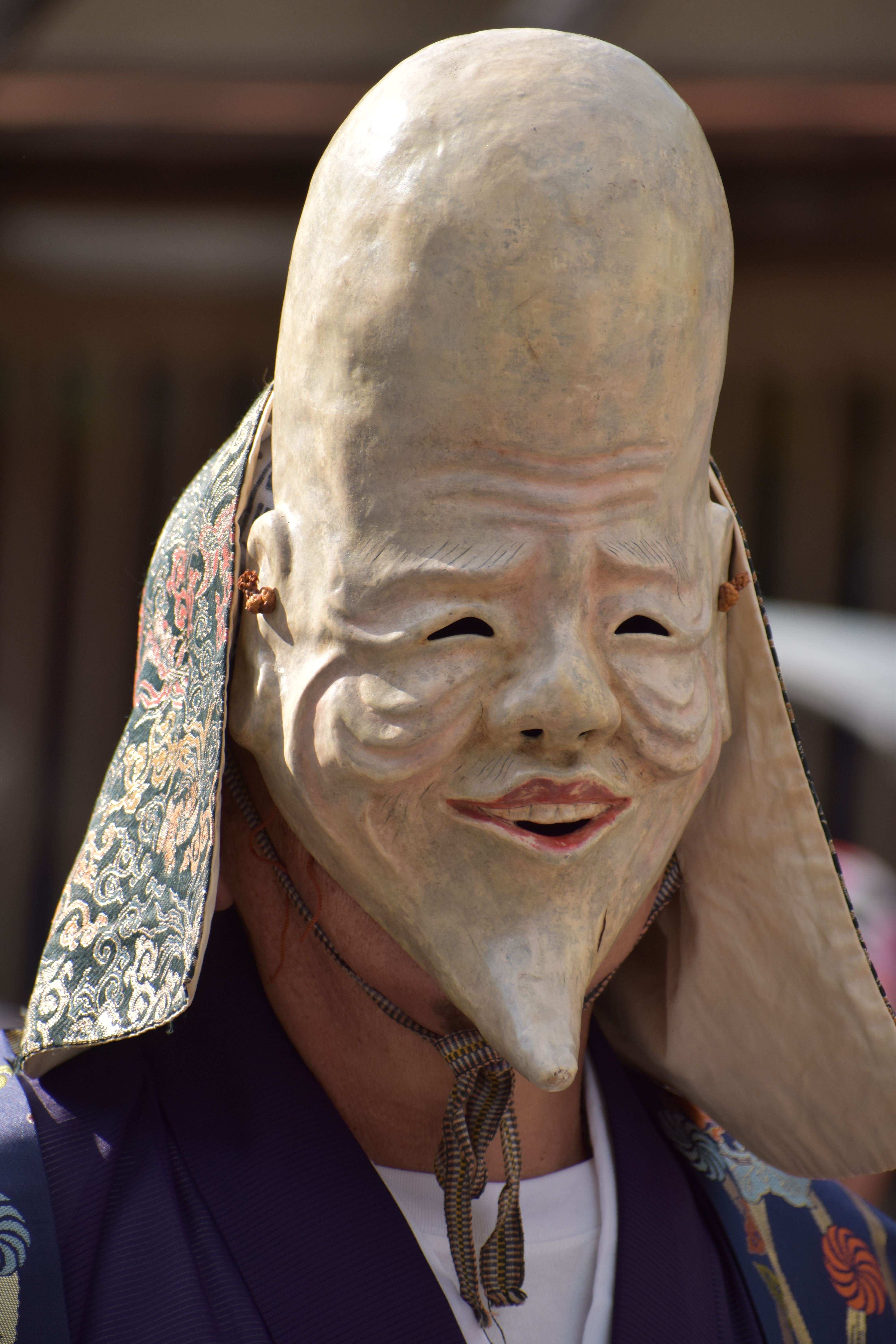
福禄寿

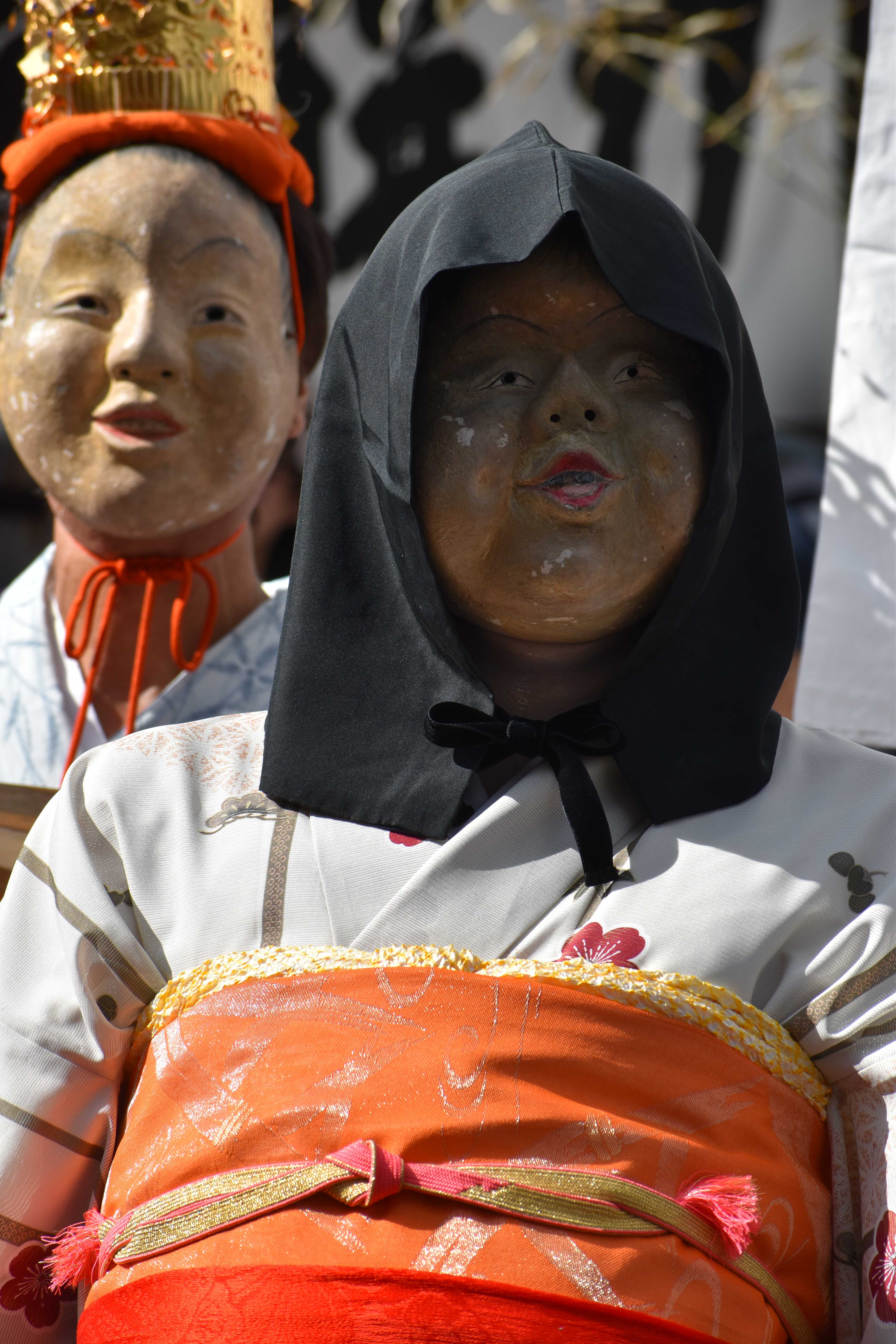
おかめ（はらみっと）・女（産婆）

面掛行列（めんかけぎょうれつ）は、神奈川県鎌倉市坂ノ下の御霊神社で行われる行列行事である。面をかぶった男達が練り歩く。現在は毎年9月18日の例祭で行われているが、明治の神仏分離までは鶴岡八幡宮の8月15日の放生会で行われていた。「はらみっと祭」などとも言う。神奈川県の無形民俗文化財。

## 現在の構成
- 先頭、天狗面をかぶったサルタヒコの神。神々の誘導役。
- 次、獅子頭二頭。面をかぶらず、枠に載せてかつぐ。
- 一番、爺。二番、鬼。三番、異形。四番、鼻長。五番、烏（カラス）天狗、六番、翁。七番、火吹き男（ヒョットコ・火男）。八番、福禄寿[注釈 1]、九番、おかめ。十番、女（取り上げ）。
  - 「おかめ」がハラミット（孕み女）で、「女」は産婆である。「おかめ」は腹に詰め物をして妊婦を滑稽に演ずる。その腹に触れると「安産祈願」となる。放生会を最初に始めた大分県の宇佐八幡では「尻ひねり」と言って期間中に女性の尻をつねって歩く。つねられた女性は「安産」とされる。
  - 面をかぶる家筋はかつては面ごとに決まっていたが、今では有志がかぶっている。他に御輿も担がれる。御霊神社では五穀豊穣を祈念して湯花神楽をあげる。お旅所はかつては町内であったが、現在は境内に作る。面は普段は境内のかつて国木田独歩が下宿していたあたりに蔵が造られて保管されている。昼間は見学可能（有料）。

## 歴史
- 1187年、鶴岡八幡宮の放生会は流鏑馬のみであったが、京都の石清水八幡宮に倣って雜色を呼んで面掛行列が始まる。
- 後に源頼朝から関東の長吏頭（非人のリーダー）に任ぜられる者が摂津国池田から鎌倉に来て極楽寺に居を構える（『弾左衛門由緒書』によれば、1180年に藤原弾左衛門が源頼朝の朱印状を得て長吏の座頭になり、極楽寺周辺に暮らし、寺の雑用や芸能など非人仕事を管轄したとされるが[1]、由緒を疑う見方もある）。頼朝がその長吏頭の娘を懐妊させてしまったため、その詫びに、年一回、鎌倉の非人たちに無礼講を許した。その時、妊娠した娘の姿に仮装して村中を歩いたのを面掛行列の始まりとする俗伝もあり、そのためかつては「非人面行列」と呼ばれていた[2]。
- 1523年、相模国の芸能勧進の長吏職をめぐる闘争で長吏職を罷免された者の同族が鶴岡八幡宮の掃除役に任じられた。芸能者の支配役となり、面掛行列の先頭を勤めた。
- 1753年、扇谷の仏師後藤斎宮が天狗面を作り、御霊神社に奉納。現存。
- 1768年、面掛行列の面が新たに奉納された。現存。
- 1868年、神仏判然令。鶴岡八幡宮は1868年（明治1年）、仏教的神号の八幡大菩薩を明治政府によって禁止され、石清水八幡宮や鶴岡八幡宮の放生会は中秋祭に改めさせられた。面掛行列は坂ノ下の御霊神社に移された。

## その他の面掛行列
現在「面掛行列」は、鎌倉市内ではこの御霊神社のものだけが毎年続けられているが、江戸時代までは鎌倉市山ノ内の八雲神社でも行われていた（「面と衣裳」が伝わる）。これは、60年に1度開催される円覚寺の洪鐘弁天大祭に「八雲神社の面掛行列」として参加しており、60年周期で存続している。